# Ocúnovec jarní
Ocúnovec jarní (Colchicum bulbocodium, syn. Bulbocodium vernum) je druh jedovatých rostlin, cibulovin, které jsou používané jako okrasné rostliny. Rostlina je mrazuvzdorná cibulovina, kvete na jaře. Druh označován jako jedovatá rostlina. V evropských zemích se rychlí, v ČR s ohledem na cenu a nedostatek cibulek nikoliv. V ČR je ocúnovec jarní stále vzácnou pěstovanou trvalkou.

## Synonyma
- Colchicum vernum

## Rozšíření
Tento druh je původní v pohoří jižní a střední Evropy. Je uváděn jeho výskyt v celé Evropě od Pyrenejí až po Kavkaz (Španělsko, Francie, Itálie, Švýcarsko, Rakousko, Maďarsko, Rumunsko, země bývalé Jugoslávie, na Ukrajině, v jižní evropské části Ruska).

## Popis
Cibule mají obvod 70–100 mm. Rostlina dorůstá 50–150 mm.

### List
Dav až tři úzce kopinaté listy asi 1,5 cm široké, jejich základy vyrůstají současně s květem ale po odkvětu se listy výrazně prodlužují. Podle některých zdrojů je uváděno že listy vyrůstají po odkvětu ale fakticky se stávají pouze dobře viditelnými. Listy do konce jara zatáhnou.

### Květ
Kvete začátkem jara, v závislosti na podmínkách na lokalitě od února do května, podle jiných zdrojů od dubna do června. Květy jsou jednotlivé, kalichovité, velké 3–8 cm v průměru růžovofialové, podobné krokusům

### Plod
Plodem je tobolka.

## Ekologie
Louky, světlé lesy a větší světlé plochy s nízkým porostem, kamenité stráně, okraje lesů.

## Použití
Ocúnovec jarní je pěstován jako okrasná rostlina. Květy jsou považovány za dekorativní ve skalce. Lze je použít v sadovnických výsadbách, v trávníku jen v místech, kde nebude pokos do června a je výsadbě věnována dostatečná odborná péče. Rostliny jsou považovány za krásné především při použití větších skupin tohoto druhu.  

## Pěstování
Výsadba cibulí je prováděna v září do hloubky 8–10 cm. Vyžaduje světlé stanoviště, propustné vlhké půdy a přes léto preferuje spíše sucho. Snáší neutrální a mírně kyselou reakci, podle některých zdrojů snese mírně alkalickou reakci a vápenec. Na místě může zůstat 2–3 roky.